# Руді Ракер
Руді Ракер (Rudy Rucker, повне ім'я — Rudolf von Bitter Rucker; 22 березня 1946, Луїсвілл, штат Кентуккі) — американський математик, письменник-фантаст німецького походження, один з засновників літературної течії кіберпанку.

## Біографія
Народився в Луїсвіллі в штаті Кентуккі. Закінчив Rutgers University. Лідер контркультурної фантастики і майстер наукової белетристики, схильний до стилістики «чорного гумору».
З 1972 до 1978 року викладав в State University College. Пізніше в Гейдельберзькому університеті в Німеччині. Автор чотирьох наукових монографій: Geometry, Relativity and The Fourth Dimensions (1977), Mind Tools (1987), All the Visions (1991) і Artificial Life Lab (1993). Першою науково-фантастичною публікацією стало оповідання «Чудо» (The Miracle, 1962). У журналі Unearth опубліковані дві з трьох частин його першого науково-фантастичного роману Spacetime Donuts (1976). У книжковому варіанті цей роман вийшов у 1981 році у видавництві Ace Books. За ранній роман «Біле світло» (White Light) номінувався на премію Locus у 1981 році. Двічі лауреат нагороди ім. Філіпа К. Дика (1982 і 1988).
Поряд з технологічною досконалістю комп'ютерів для світобудови по Рюкеру характерна соціалізація фармакології. У пресі Ракер неодноразово заявляв, що бачить у комп'ютерах новий вид наркотиків. Тому створений ним стиль він назвав трансреалізмом (transrealism), тобто, розвиток пізнаваних сюжетних ліній і образів дається у фантастичних термінах. У композиції тетралогії «Забезпечення» (Ware) використана поетика теорії змови. Як у конфлікті роботів-бопперів і людей, так і в спільному протистоянні роботів-молді і людей проти інопланетян. Ракер дав багаторівневу оцінку можливостів і параметрів гібридних людино-машинних цивілізацій. Роботи, які самовідтворюються, сприймалися землянами настільки агресивними, що відбулося переселення цілих соціумів на Місяць. Зокрема, мільярди роботів використовувалися для добування корисних копалин на Місяці. У першому романі описана банда «дітлахів-пустунів», яка забезпечувала роботів інформаційними моделями вбитих ними людей. Основна сюжетна знахідка Ракера пов'язана з тезою про те, що збереження особистісних параметрів людини можливо винятково при наявності свободи волі.
Через образ дослідника-пияка і творця перших місячних роботів Кобба Андерсона Ракер вступив у заочну полеміку з А. Азімовим і його законами роботехніки. Полеміка досягає кульмінації з появою голограми Курта Геделя — вчитель Кобба, ремінісценція в імені якого відсилає освіченого читача до особи філософа і проблематики Гегеля. Вождь роботів Ральф Числер змінював тілесну оболонку 36 разів. Через операцію перезавантаження даних зберігається інтелект і особистість машини. Історичні заслуги Р. Числера перед суспільством роботів полягали в тому, що в 2001 році він став першою машиною, що самостійно виростила й освоїли програму, яка звільняє від заборонних законів. Серед роботів двійковий машинний код називається «священним», а англійська мова — мовою деспотів-творців. Слідом за сексуальними контактами персонажів Ф. Фармера Ракер створював людину-маргінала, яка мала еротико-наркотичний потяг до машини зі штучною оболонкою. Наприклад, сюжетна лінія асоціального Торчка й інформаційного клону Місті Новак у «Програмному забезпеченні». Дія роману «Вільне забезпечення» (Freeware) відбувається у віддаленому майбутньому, коли, зроблені з пластику і морських водоростів, роботи-молді використовуються інопланетянами як тілесні оболонки. У «Вільному забезпеченні» повторюється традиційна для Ракера сюжетна лінія кохання кентукського ловеласа Ренді Карла Такера до робота-молді Моніки.
Як і пізніший роман Ніла Стефенсон «Лавина» (1991) текст «Програмного забезпечення» виявився переповнений образами та темами, які пізніше були розтиражовані іншими авторами.
Співавтор Брюса Стерлінга. За написану з Б. Стерлінгом повість Storming the Cosmos (1985) номінувався на премію «Локус» (Locus) у 1986 році. Найпліднішим виявилося його співавторство з Полем Ді Філіппо (Paul Di Filippo).

## Твори

### Тетралогія Ware
- Програмне забезпечення (Software, 1982)
- Віртуальне забезпечення (Wetware, 1988)
- Вільне забезпечення (Freeware, 1997)
- Реальне забезпечення (Realware, 2000)

### Романи
- Spacetime Donuts (1976 і 1981)
- Infinity And the Mind (1982)
- Біле світло (White Light, Or What is Cantor's Continuum, 1980)
- Spaceland (2002)